# Чегемовы
Чеге́мовы (осет. Чегемтæ) — дигорская княжеская фамилия.

## Происхождение фамилии
По преданию, основателем фамилии был один из сыновей Бадела по имени Чегем, по другой версии он был его зятем. Обосновавшись в селении Нижний Фараскат, Чегем стал жить отдельным домом и создал семью, дав начало новой фамилии от своего имени. Здесь прожили многие поколения Чегемовых, но когда появилась возможность перебраться на равнинные земли, то большая часть рода переселилась на равнину. В архивном документе «Дело с заявлениями Дигорских баделят об утверждении их в высшем сословии» из фамилии Чегемовых указываются Исуп, Баби и Мурзабек, а также их сыновья.

## Генетическая генеалогия
YSEQ — Chegemov — G2a3 U1+ > G-FT9681 ?

## Известные представители
- Мурзабек Казгиреевич Чегемов (1820) — штабс-ротмистр, награжден орденом Святой Анны IV степени.
- Руслан Асланбекович Чегемов (1947) — мастер спорта СССР по вольной борьбе, заслуженный тренер России.